# Club Atlético Bella Vista
Pour les articles homonymes, voir Bella Vista.
Maillots
Le Club Atlético Bella Vista est un club uruguayen de football basé dans le quartier Bella Vista à Montevideo, dont il tire son nom.

## Historique
Le 3 octobre 1920, l'Uruguay remporte pour la troisième fois la Copa America. Dans l'euphorie de la victoire, de nombreux quartiers de la capitale Montevideo créent leur propre club de football. Parmi eux, le quartier de Bella Vista, du nom d'une importante gare assurant la transmission vers l'interior. 
Le club est fondé le 4 octobre 1920, lors d'une assemblée convoquée par Ramón Salgado, Vicente Zibechi et Félix Nario, qui sont respectivement nommés président, vice-président et secrétaire. Les couleurs choisies sont celles du jaune et du blanc, les mêmes que celles de la papauté catholique, et le club porte donc le surnom de « los papales », ceux du Pape. Le club choisit ces couleurs à cause de son premier terrain, mis à disposition par un collège catholique, mais la légende veut aussi que ce soit un savant mélange entre Peñarol (jaune) et Nacional (blanc). Le premier match officiel, joué le 17 avril 1921 face au Racing, est une victoire (3-1). Dès sa première année d'existence, le club remporte le championnat de Divisional Extra et obtient ainsi sa promotion en Divisional Intermedia, le 2e échelon du football uruguayen.
En 1922, le club reçoit le renfort de José Nasazzi, qui a grandi dans le quartier et devient le capitaine de l'équipe. La décennie est faste pour le football uruguayen dont l'équipe nationale remporte les Jeux olympiques de 1924 et 1928, puis la Coupe du monde en 1930, avec dans ses rangs plusieurs joueurs de Bella Vista : Nasazzi, le capitaine, mais aussi Adhemar Canavesi, Ángel Melogno, José Andrade et Pablo Dorado. En 1926 le club remporte la série B du championnat d'Uruguay transitoire. Nasazzi quitte le club en 1933, peu après l'autorisation du professionnalisme en Uruguay, mais y reviendra ensuite comme entraîneur et dirigeant. Son stade porte le nom de son ancien capitaine depuis 1934.
Bella Vista remporte à cinq reprises le titre de champion de deuxième division d'Uruguay, en 1949, 1968, 1976, 1997 et 2005.
En 1981, le club, 2e de la Liguilla pré-Libertadores 1980, dispute pour la première fois la Copa Libertadores. Il affronte Peñarol, Estudiantes de Mérida et Portuguesa FC et est éliminé dès le premier tour. En 1985, le club se qualifie encore ; il retrouve Peñarol et deux clubs chiliens, Colo-Colo et Magallanes, et est de nouveau éliminé.
Bella Vista remporte pour la première fois le championnat d'Uruguay en 1990. Il participe encore à la Copa Libertadores en 1991 (élimination au premier tour), en 1993 (idem) et 1999, grâce à sa victoire en Liguilla pré-Libertadores en 1998. Cette fois, Bella Vista termine 3e de son groupe composé du Club Nacional, Estudiantes de Mérida et Monterrey, accède au 2e tour où il élimine Universidad Católica, et s'incline finalement face au Deportivo Cali en quart de finale.
Le club dispute encore la Copa Libertadores en 2000 et, après avoir fini 2e ex æquo du tournoi d'ouverture du championnat d'Uruguay en 2010, la Copa Sudamericana en 2011, sans plus de succès.
Bella Vista abandonne le statut professionnel de 2014 à 2017.

## Palmarès
- Championnat d'Uruguay
  - Champion (1) : 1990

- Championnat d'Uruguay de deuxième division
  - Champion (5) : 1949, 1968, 1976, 1997, 2005

## Résultats saison par saison
| Saison | Classement | Matchs | Victoires | Nuls | Defaites | Buts pour-contre | Points |
| ------ | ---------- | ------ | --------- | ---- | -------- | ---------------- | ------ |
| 1923   | 3          | 22     | 13        | 4    | 5        | 35-16            | 30     |
| 1924   | 2          | 22     | 16        | 5    | 1        | 34-15            | 37     |
| 1927   | 10         | 38     | 15        | 10   | 13       | 47-38            | 40     |
| 1928   | 9          | 30     | 11        | 8    | 11       | 35-34            | 30     |
| 1929   | 9          | 26     | 8         | 8    | 10       | 32-35            | 24     |
| 1931   | 9          | 22     | 5         | 8    | 9        | 22-34            | 18     |
| 1932   | 8          | 27     | 8         | 7    | 12       | 30-35            | 23     |
| 1933   | 10         | 27     | 6         | 2    | 19       | 27-61            | 14     |
| 1934   | 10         | 27     | 3         | 8    | 16       | 22-53            | 14     |
| 1935   | 10         | 18     | 2         | 1    | 15       | 22-55            | 5      |
| 1936   | 8          | 18     | 5         | 2    | 11       | 26-36            | 12     |
| 1937   | 8          | 18     | 4         | 5    | 9        | 29-36            | 13     |
| 1938   | 5          | 20     | 6         | 8    | 6        | 24-30            | 20     |
| 1939   | 11         | 20     | 5         | 5    | 10       | 27-41            | 15     |
| 1940   | 11         | 20     | 1         | 6    | 13       | 22-65            | 8      |
| 1941   | 11         | 20     | 3         | 3    | 14       | 21-45            | 9      |
| 1950   | 10         | 18     | 3         | 3    | 12       | 20-41            | 9      |
| 1969   | 3          | 20     | 9         | 5    | 6        | 25-15            | 23     |
|        | 4          | 5      | 1         | 1    | 3        | 5-8              | 3      |
| 1970   | 7          | 20     | 2         | 12   | 6        | 22-29            | 16     |
|        | 6          | 5      | 0         | 1    | 4        | 7-15             | 1      |
| 1971   | 4          | 22     | 10        | 7    | 5        | 28-19            | 27     |
|        | 6          | 5      | 0         | 2    | 3        | 7-12             | 2      |
| 1972   | 11         | 22     | 5         | 7    | 10       | 24-43            | 17     |
| 1973   | 12         | 22     | 1         | 3    | 18       | 10-39            | 5      |
| 1974   | 4          | 22     | 7         | 10   | 5        | 31-30            | 24     |
| 1977   | 6          | 22     | 5         | 10   | 7        | 27-27            | 20     |
| 1978   | 11         | 22     | 3         | 11   | 8        | 23-34            | 17     |
| 1979   | 8          | 24     | 6         | 9    | 9        | 33-37            | 21     |
| 1980   | 4          | 26     | 11        | 9    | 6        | 43-30            | 31     |
| 1981   | 4          | 28     | 10        | 12   | 6        | 39-30            | 32     |
| 1982   | 4          | 26     | 9         | 11   | 6        | 35-26            | 29     |
| 1983   | 4          | 24     | 10        | 8    | 6        | 25-20            | 28     |
| 1984   | 5          | 24     | 10        | 7    | 7        | 25-29            | 27     |
| 1985   | 13         | 24     | 5         | 7    | 12       | 19-32            | 17     |
| 1986   | 5          | 24     | 9         | 6    | 9        | 25-22            | 24     |
| 1987   | 3          | 24     | 11        | 6    | 7        | 35-25            | 28     |
| 1988   | 11         | 24     | 5         | 8    | 11       | 20-33            | 18     |
| 1989   | 5          | 12     | 3         | 8    | 1        | 44847            | 14     |
| 1990   | 1er        | 26     | 16        | 7    | 3        | 34-15            | 39     |
| 1991   | 11         | 26     | 4         | 14   | 8        | 20-31            | 22     |
| 1992   | 5          | 24     | 9         | 8    | 7        | 28-23            | 26     |
| 1993   | 11         | 24     | 6         | 6    | 12       | 19-26            | 18     |
| 1994   | 13         | 24     | 3         | 8    | 13       | 24-44            | 14     |
| 1998   | 3          | 22     | 8         | 11   | 3        | 24-17            | 35     |
| 1999   | 5          | 28     | 12        | 9    | 7        | 46-38            | 45     |
| 2000   | 8          | 33     | 11        | 9    | 13       | 56-61            | 42     |

## Couleurs
Le maillot de Bella Vista utilise les mêmes couleurs du drapeau du Vatican, moitié jaune et moitié blanc. C'est pourquoi le club est surnommé les "Papales", en référence au pape, autorité vaticane. 
Il n'est cependant pas établi que le choix des couleurs du Vatican ait été fait sciemment. Certaines sources indiquent que le choix de ces couleurs aurait été le résultat d'un compromis entre les fondateurs du club, partagés entre supporters des deux grands clubs uruguayens, Peñarol (dont les couleurs sont le jaune et le noir) et le Nacional (dont les couleurs sont le blanc et le bleu).

## Entraîneurs
- José Nasazzi (– 1941)
- Voltaire García
- Manuel Keosseian
- Henry López Báez
- Hugo Bagnulo (1971)
- Juan Hohberg
- Washington Etchamendi (1973–1975)
- Sergio Markarián (1976–1979)
- Óscar Tabárez (1980–1983)
- Jorge González (Jan – Déc 1995)
- Julio César Ribas (Jan 1997 – Déc 1998)
- Sergio Batista (Jan – Oct 2000)
- Martín Lasarte (2000–2001)
- Ildo Maneiro (2006–2008)
- Gustavo Matosas (2008–2009)
- Pablo Alonso (Juillet 2009–??)
- Diego Alonso (Sept 2011 – Juin 2012)
- Guillermo Sanguinetti (Juin – Nov 2012)
- Mario Carballo (Nov – Déc 2012)
- Julio César Ribas (Déc 2012–)